# Europsko prvenstvo u rukometu – Danska 2014.
Jedanaesto europsko prvenstvo u rukometu održalo se u Danskoj od 12. do 26. siječnja 2014. godine. Danska je domaćinstvo dobila tijesnim glasovanjem na 10. kongresu EHF-a, održanom u Kopenhagenu. Prvenstvo se održavalo u 4 dvorane u 4 različita grada.

## Izbor domaćina
EHF je zaprimio samo dvije ponude za origanizaciju prvenstva. Jedna od njih bila je zajednička kandidatura Hrvatske i Mađarske, dok je druga bila zasebna kandidatura Danske. Nakon zaprimanja kandidatura, EHF je odluku odlučio donijeti na 10. kongresu EHF-a. Kongres se održao od 24. rujna do 25. rujna 2010. u Kopenhagenu. 
| Država             | Broj gradova | Gradovi                                              |
| ------------------ | ------------ | ---------------------------------------------------- |
| Danska             | 6            | Herning, Aalborg, Århus, Odense, Ballerup, Farum     |
| Hrvatska/ Mađarska | 6            | Zagreb, Split, Zadar, Budimpešta, Veszprém, Debrecen |

Nakon predstavljanja domaćina i programa organizacije, EHF-ovi delegati pristupili su glasovanju. Od 47 delegata, 24 delegata dala su svoj glas Danskoj, 22 delegata zajedničkoj kandidaturi Hrvatske i Mađarske, dok je jedan delegat ostao suzdržan. Domaćinstvo prvenstva tako je pripalo danskoj. 
| Država/e           | Glasovanje | Glasovanje |
| Država/e           | Br.        | %          |
| ------------------ | ---------- | ---------- |
| Danska             | 24         | 51.1%      |
| Hrvatska/ Mađarska | 22         | 46.8%      |
| Suzdržani          | 1          | 2.1%       |

## Dvorane
- Izvor: EHF: Euro 2014  Arhivirana inačica izvorne stranice od 28. rujna 2010. (Wayback Machine)

| Aalborg                       | Aarhus                             | BrøndbyAalborgAarhusHerning |
| ----------------------------- | ---------------------------------- | --------------------------- |
| Gigantium Kapacitet: 6 500    | NRGi Arena Kapacitet: 4 740        | BrøndbyAalborgAarhusHerning |
|                               |                                    | BrøndbyAalborgAarhusHerning |
| Brøndby                       | Herning                            | BrøndbyAalborgAarhusHerning |
| Brøndby Hall Kapacitet: 4 500 | Jyske Bank Boxen Kapacitet: 14 000 | BrøndbyAalborgAarhusHerning |
|                               |                                    | BrøndbyAalborgAarhusHerning |

## Kvalifikacije
Ovo EP bit će treće koje će koristiti novi kvalifikacijski sustav, prema kojem samo domaćin i branitelj naslova imaju direktan plasman, a sve ostale reprezentacije moraju igrati kvalifikacije.

## Kvalificirane momčadi
| Država              | Kvalificirala se kao | Datum kvalifikacije | Prijašnji nastupi                                                        |
| ------------------- | -------------------- | ------------------- | ------------------------------------------------------------------------ |
| Danska              | Domaćin              | 25. rujna 2010.     | 9 (1994., 1996., 2000., 2002., 2004., 2006., 2008., 2010., 2012.)        |
| Francuska           | Kvalifikacije        | 6. travnja 2013.    | 10 (1994., 1996., 1998., 2000., 2002., 2004, 2006., 2008., 2010., 2012.) |
| Španjolska          | Kvalifikacije        | 7. travnja 2013.    | 10 (1994., 1996., 1998., 2000., 2002., 2004, 2006., 2008., 2010., 2012.) |
| Island              | Kvalifikacije        | 7. travnja 2013.    | 7 (2000., 2002., 2004, 2006., 2008., 2010., 2012.)                       |
| Švedska             | Kvalifikacije        | 12. lipnja 2013.    | 9 (1994., 1996., 1998., 2000., 2002., 2004., 2008., 2010., 2012.)        |
| Mađarska            | Kvalifikacije        | 12. lipnja 2013.    | 8 (1994., 1996., 1998., 2004, 2006., 2008., 2010., 2012.)                |
| Norveška            | Kvalifikacije        | 12. lipnja 2013.    | 5 (2000., 2006., 2008., 2010., 2012.)                                    |
| Poljska             | Kvalifikacije        | 12. lipnja 2013.    | 6 (2002., 2004, 2006., 2008., 2010, 2012.)                               |
| Crna Gora           | Kvalifikacije        | 12. lipnja 2013.    | 1 (2008.)                                                                |
| Hrvatska            | Kvalifikacije        | 12. lipnja 2013.    | 10 (1994., 1996., 1998., 2000., 2002., 2004, 2006., 2008., 2010., 2012.) |
| Srbija              | Kvalifikacije        | 12. lipnja 2013.    | 2 (2010., 2012.)                                                         |
| Češka               | Kvalifikacije        | 15. lipnja 2013.    | 7 (1996., 1998., 2002., 2004, 2008., 2010, 2012.)                        |
| Bjelorusija         | Kvalifikacije        | 12. lipnja 2013.    | 2 (1994., 2008.)                                                         |
| Austrija            | Kvalifikacije        | 12. lipnja 2013.    | 1 (2010.)                                                                |
| Rusija              | Kvalifikacije        | 16. lipnja 2013.    | 10 (1994., 1996., 1998., 2000., 2002., 2004, 2006., 2008., 2010., 2012.) |
| Sjeverna Makedonija | Kvalifikacije        | 16. lipnja 2013.    | 2 (1998., 2012.)                                                         |

1 Podebljane godine označavaju osvajanje prvenstva

## Ždrijeb
Ždrijeb je održan 21. lipnja 2013. u Herningu u 18:00 sati po lokalnom vremenu.
| Prvi šešir                                                  | Drugi šešir                                                                | Treći šešir                                              | Četvrti šešir                                                |
| ----------------------------------------------------------- | -------------------------------------------------------------------------- | -------------------------------------------------------- | ------------------------------------------------------------ |
| - Danska (raspoređen u A1) - Srbija - Hrvatska - Španjolska | - Češka - Island - Francuska (raspoređen u C2) - Švedska (raspoređen u D2) | - Sjeverna Makedonija - Bjelorusija - Mađarska - Poljska | - Norveška (raspoređen u B4) - Austrija - Crna Gora - Rusija |

## Suci
U Beču je 23. listopada 2013. izabrano 12 parova sudaca.
| Država      | Suci                          |
| ----------- | ----------------------------- |
| Bjelorusija | Andrei Gousko Siarhei Repkin  |
| Hrvatska    | Matija Gubica Boris Milošević |
| Češka       | Vaclav Horaček Jiri Novotny   |
| Danska      | Martin Gjeding Mads Hansen    |
| Francuska   | Thierry Dentz Denis Reibel    |
| Njemačka    | Lars Geipel Marcus Helbig     |

| Država              | Suci                           |
| ------------------- | ------------------------------ |
| Latvija             | Zigmārs Stolarovs Renars Licis |
| Sjeverna Makedonija | Gjorgi Načevski Slave Nikolov  |
| Rumunjska           | Bogdan Stark Romeo Ştefan      |
| Srbija              | Nenad Nikolić Dušan Stojković  |
| Slovenija           | Nenad Krstić Peter Ljubič      |
| Španjolska          | Óscar Raluy Ángel Sabroso      |

## Natjecanje po skupinama (prvi krug)

### Skupina A (Herning)
|  | Plasman u drugi krug |
|  | Eliminiran           |

|    | Reprezentacija      | Bod. | Ut. | Pob. | N. | Por. | Pos. | Pri. | RP  |
| -- | ------------------- | ---- | --- | ---- | -- | ---- | ---- | ---- | --- |
| 1. | Danska              | 6    | 3   | 3    | 0  | 0    | 95   | 79   | +16 |
| 2. | Sjeverna Makedonija | 3    | 3   | 1    | 1  | 1    | 67   | 74   | -7  |
| 3. | Austrija            | 2    | 3   | 1    | 0  | 2    | 80   | 75   | +5  |
| 4. | Češka               | 1    | 3   | 0    | 1  | 2    | 73   | 87   | -14 |

| 12. siječnja 2014. 18:15 | Češka   | 20-30     | Austrija | Jyske Bank Boxen, Herning Gledatelji: 13 000 Suci: Nikolić, Stojković |
| 12. siječnja 2014. 18:15 | Jicha 6 | (9:14)    | Weber 6  | Jyske Bank Boxen, Herning Gledatelji: 13 000 Suci: Nikolić, Stojković |
| 12. siječnja 2014. 18:15 | 2× 3×   | Izvještaj | 6× 2×    | Jyske Bank Boxen, Herning Gledatelji: 13 000 Suci: Nikolić, Stojković |

| 12. siječnja 2014. 20:30 | Danska      | 29-21     | Sjeverna Makedonija | Jyske Bank Boxen, Herning Gledatelji: 14 000 Suci: Geipel, Helbig |
| 12. siječnja 2014. 20:30 | Mortensen 5 | (12:8)    | Lazarov 7           | Jyske Bank Boxen, Herning Gledatelji: 14 000 Suci: Geipel, Helbig |
| 12. siječnja 2014. 20:30 | 7× 3×       | Izvještaj | 3×                  | Jyske Bank Boxen, Herning Gledatelji: 14 000 Suci: Geipel, Helbig |

| 14. siječnja 2014. 18:15 | Sjeverna Makedonija | 24:24     | Češka   | Jyske Bank Boxen, Herning Gledatelji: 10 100 Suci: Stark, Ştefan |
| 14. siječnja 2014. 18:15 | Lazarov 12          | (10:11)   | Horak 8 | Jyske Bank Boxen, Herning Gledatelji: 10 100 Suci: Stark, Ştefan |
| 14. siječnja 2014. 18:15 | 3×                  | Izvještaj | 4× 3×   | Jyske Bank Boxen, Herning Gledatelji: 10 100 Suci: Stark, Ştefan |

| 14. siječnja 2014. 20:30 | Austrija  | 29:33     | Danska   | Jyske Bank Boxen, Herning Gledatelji: 14 000 Suci: Gousko, Repkin |
| 14. siječnja 2014. 20:30 | Hermann 5 | (12:18)   | Hansen 9 | Jyske Bank Boxen, Herning Gledatelji: 14 000 Suci: Gousko, Repkin |
| 14. siječnja 2014. 20:30 | 3×        | Izvještaj | 4× 3×    | Jyske Bank Boxen, Herning Gledatelji: 14 000 Suci: Gousko, Repkin |

| 16. siječnja 2014. 18:15 | Sjeverna Makedonija | 22:21     | Austrija     | Jyske Bank Boxen, Herning Gledatelji: 12 000 Suci: Dentz, Reibel |
| 16. siječnja 2014. 18:15 | Lazarov 8           | (12:10)   | Wilczynski 7 | Jyske Bank Boxen, Herning Gledatelji: 12 000 Suci: Dentz, Reibel |
| 16. siječnja 2014. 18:15 | 5× 3×               | Izvještaj | 6× 4×        | Jyske Bank Boxen, Herning Gledatelji: 12 000 Suci: Dentz, Reibel |

| 16. siječnja 2014. 20:30 | Danska     | 33:29     | Češka    | Jyske Bank Boxen, Herning Gledatelji: 14 000 Suci: Gubica, Milošević |
| 16. siječnja 2014. 20:30 | Lindberg 6 | (21:17)   | Jicha 11 | Jyske Bank Boxen, Herning Gledatelji: 14 000 Suci: Gubica, Milošević |
| 16. siječnja 2014. 20:30 | 2× 3×      | Izvještaj | 4× 3×    | Jyske Bank Boxen, Herning Gledatelji: 14 000 Suci: Gubica, Milošević |

### Skupina B (Aalborg)
|  | Plasman u drugi krug |
|  | Eliminiran           |

|    | Reprezentacija | Bod. | Ut. | Pob. | N. | Por. | Pos. | Pri. | RP  |
| -- | -------------- | ---- | --- | ---- | -- | ---- | ---- | ---- | --- |
| 1. | Španjolska     | 6    | 3   | 3    | 0  | 0    | 94   | 80   | +14 |
| 2. | Island         | 3    | 3   | 1    | 1  | 1    | 86   | 86   | +5  |
| 3. | Mađarska       | 2    | 3   | 0    | 2  | 1    | 80   | 87   | -7  |
| 4. | Norveška       | 1    | 3   | 0    | 1  | 2    | 77   | 84   | -7  |

| 12. siječnja 2014. 16:00 | Island       | 31:26     | Norveška   | Gigantium, Aalborg Gledatelji: 4 000 Suci: Gubica, Milošević |
| 12. siječnja 2014. 16:00 | Sigurðsson 9 | (16:10)   | Kjelling 7 | Gigantium, Aalborg Gledatelji: 4 000 Suci: Gubica, Milošević |
| 12. siječnja 2014. 16:00 | 5× 3× 1×     | Izvještaj | 5× 2×      | Gigantium, Aalborg Gledatelji: 4 000 Suci: Gubica, Milošević |

| 12. siječnja 2014. 18:15 | Španjolska     | 34:27     | Mađarska   | Gigantium, Aalborg Gledatelji: 4 000 Suci: Krstić, Ljubič |
| 12. siječnja 2014. 18:15 | Rocas, Tomás 5 | (17:10)   | Iváncsik 8 | Gigantium, Aalborg Gledatelji: 4 000 Suci: Krstić, Ljubič |
| 12. siječnja 2014. 18:15 | 3×             | Izvještaj | 7× 3×      | Gigantium, Aalborg Gledatelji: 4 000 Suci: Krstić, Ljubič |

| 14. siječnja 2014. 18:00 | Mađarska | 27:27     | Island       | Gigantium, Aalborg Gledatelji: 3 200 Suci: Nikolić, Stojković |
| 14. siječnja 2014. 18:00 | Ancsin 7 | (16:15)   | Pálmarsson 8 | Gigantium, Aalborg Gledatelji: 3 200 Suci: Nikolić, Stojković |
| 14. siječnja 2014. 18:00 | 8× 4× 1× | Izvještaj | 4× 3×        | Gigantium, Aalborg Gledatelji: 3 200 Suci: Nikolić, Stojković |

| 14. siječnja 2014. 20:15 | Norveška | 25:27     | Španjolska | Gigantium, Aalborg Gledatelji: 3 200 Suci: Dentz, Reibel |
| 14. siječnja 2014. 20:15 | Myrhol 7 | (8:12)    | Tomás 8    | Gigantium, Aalborg Gledatelji: 3 200 Suci: Dentz, Reibel |
| 14. siječnja 2014. 20:15 | 6× 4×    | Izvještaj | 5× 3×      | Gigantium, Aalborg Gledatelji: 3 200 Suci: Dentz, Reibel |

| 16. siječnja 2014. 18:00 | Španjolska | 33:28     | Island       | Gigantium, Aalborg Gledatelji: 2 923 Suci: Gousko, Repkin |
| 16. siječnja 2014. 18:00 | Cañellas 8 | (16:15)   | Palmarsson 8 | Gigantium, Aalborg Gledatelji: 2 923 Suci: Gousko, Repkin |
| 16. siječnja 2014. 18:00 | 1× 3×      | Izvještaj | 4×           | Gigantium, Aalborg Gledatelji: 2 923 Suci: Gousko, Repkin |

| 16. siječnja 2014. 20:15 | Mađarska | 26:26     | Norveška  | Gigantium, Aalborg Gledatelji: 2 923 Suci: Stoļarovs, Līcis |
| 16. siječnja 2014. 20:15 | Lekai 7  | (16:13)   | Tvedten 7 | Gigantium, Aalborg Gledatelji: 2 923 Suci: Stoļarovs, Līcis |
| 16. siječnja 2014. 20:15 | 4× 3×    | Izvještaj | 1× 3×     | Gigantium, Aalborg Gledatelji: 2 923 Suci: Stoļarovs, Līcis |

### Skupina C (Aarhus)
|  | Plasman u drugi krug |
|  | Eliminiran           |

|    | Reprezentacija | Bod. | Ut. | Pob. | N. | Por. | Pos. | Pri. | RP  |
| -- | -------------- | ---- | --- | ---- | -- | ---- | ---- | ---- | --- |
| 1. | Francuska      | 6    | 3   | 3    | 0  | 0    | 94   | 83   | +11 |
| 2. | Poljska        | 2    | 3   | 1    | 0  | 2    | 70   | 70   | 0   |
| 3. | Rusija         | 2    | 3   | 1    | 0  | 2    | 77   | 84   | -7  |
| 4. | Srbija         | 2    | 3   | 1    | 0  | 2    | 73   | 77   | -4  |

| 13. siječnja 2014. 18:00 | Srbija                        | 20:19     | Poljska      | NRGi Arena, Aarhus Gledatelji: 2 000 Suci: Gjeding, Hansen |
| 13. siječnja 2014. 18:00 | Vujin, Stojković, Zelenović 3 | (13:9)    | Jurkiewicz 5 | NRGi Arena, Aarhus Gledatelji: 2 000 Suci: Gjeding, Hansen |
| 13. siječnja 2014. 18:00 | 8× 3×                         | Izvještaj | 3× 4×        | NRGi Arena, Aarhus Gledatelji: 2 000 Suci: Gjeding, Hansen |

| 13. siječnja 2014. 20:15 | Francuska | 35:28     | Rusija    | NRGi Arena, Aarhus Gledatelji: 2 350 Suci: Horaček, Novotny |
| 13. siječnja 2014. 20:15 | Nyokas 9  | (19:16)   | Kovalev 6 | NRGi Arena, Aarhus Gledatelji: 2 350 Suci: Horaček, Novotny |
| 13. siječnja 2014. 20:15 | 3×        | Izvještaj | 4× 3×     | NRGi Arena, Aarhus Gledatelji: 2 350 Suci: Horaček, Novotny |

| 15. siječnja 2014. 18:00 | Rusija      | 27:25     | Srbija  | NRGi Arena, Aarhus Gledatelji: 3 200 Suci: Raluy, Sabroso |
| 15. siječnja 2014. 18:00 | Evdokimov 5 | (14:14)   | Vujin 6 | NRGi Arena, Aarhus Gledatelji: 3 200 Suci: Raluy, Sabroso |
| 15. siječnja 2014. 18:00 | 5× 3×       | Izvještaj | 6× 3×   | NRGi Arena, Aarhus Gledatelji: 3 200 Suci: Raluy, Sabroso |

| 15. siječnja 2014. 20:15 | Poljska | 27:28     | Francuska   | NRGi Arena, Aarhus Gledatelji: 2 785 Suci: Krstić, Ljubič |
| 15. siječnja 2014. 20:15 | Lucak 5 | (14:15)   | Karabatić 8 | NRGi Arena, Aarhus Gledatelji: 2 785 Suci: Krstić, Ljubič |
| 15. siječnja 2014. 20:15 | 6× 4×   | Izvještaj | 6× 3×       | NRGi Arena, Aarhus Gledatelji: 2 785 Suci: Krstić, Ljubič |

| 17. siječnja 2014. 18:00 | Poljska           | 24:22     | Rusija  | NRGi Arena, Aarhus Gledatelji: 4 860 Suci: Načevski, Nikolov |
| 17. siječnja 2014. 18:00 | Lijewski, Lucak 4 | (10:14)   | Atman 6 | NRGi Arena, Aarhus Gledatelji: 4 860 Suci: Načevski, Nikolov |
| 17. siječnja 2014. 18:00 | 4× 2×             | Izvještaj | 4× 2×   | NRGi Arena, Aarhus Gledatelji: 4 860 Suci: Načevski, Nikolov |

| 17. siječnja 2014. 20:15 | Srbija                    | 28:31     | Francuska | NRGi Arena, Aarhus Gledatelji: 4 562 Suci: Geipel, Helbig |
| 17. siječnja 2014. 20:15 | Nikčević, Rnić, Nenadić 5 | (12:17)   | Joli 10   | NRGi Arena, Aarhus Gledatelji: 4 562 Suci: Geipel, Helbig |
| 17. siječnja 2014. 20:15 | 3×                        | Izvještaj | 3× 2×     | NRGi Arena, Aarhus Gledatelji: 4 562 Suci: Geipel, Helbig |

### Skupina D (Brøndby)
|  | Plasman u drugi krug |
|  | Eliminiran           |

|    | Reprezentacija | Bod. | Ut. | Pob. | N. | Por. | Pos. | Pri. | RP  |
| -- | -------------- | ---- | --- | ---- | -- | ---- | ---- | ---- | --- |
| 1. | Hrvatska       | 6    | 3   | 3    | 0  | 0    | 85   | 68   | +17 |
| 2. | Švedska        | 4    | 3   | 2    | 0  | 1    | 82   | 68   | +14 |
| 3. | Bjelorusija    | 2    | 3   | 1    | 0  | 2    | 73   | 86   | -13 |
| 4. | Crna Gora      | 0    | 3   | 0    | 0  | 3    | 66   | 84   | -18 |

| 13. siječnja 2014. 18:00 | Hrvatska        | 33:22     | Bjelorusija | Brøndby Hall, Brøndby Gledatelji: 2 400 Suci: Stark, Stefan |
| 13. siječnja 2014. 18:00 | Čupić, Horvat 6 | (16:11)   | Pukhouski 6 | Brøndby Hall, Brøndby Gledatelji: 2 400 Suci: Stark, Stefan |
| 13. siječnja 2014. 18:00 | 6× 3×           | Izvještaj | 5× 2×       | Brøndby Hall, Brøndby Gledatelji: 2 400 Suci: Stark, Stefan |

| 13. siječnja 2014. 20:15 | Švedska           | 28:21     | Crna Gora    | Brøndby Hall, Brøndby Gledatelji: 2 697 Suci: Stolarovs, Licis |
| 13. siječnja 2014. 20:15 | Ekdahl Du Rietz 7 | (18:13)   | Ševaljević 5 | Brøndby Hall, Brøndby Gledatelji: 2 697 Suci: Stolarovs, Licis |
| 13. siječnja 2014. 20:15 | 5× 3×             | Izvještaj | 4× 3×        | Brøndby Hall, Brøndby Gledatelji: 2 697 Suci: Stolarovs, Licis |

| 15. siječnja 2014. 18:00 | Crna Gora    | 22:27     | Hrvatska | Brøndby Hall, Brøndby Gledatelji: 2 655 Suci: Horaček, Novotny |
| 15. siječnja 2014. 18:00 | Ševaljević 9 | (12:13)   | Čupić 6  | Brøndby Hall, Brøndby Gledatelji: 2 655 Suci: Horaček, Novotny |
| 15. siječnja 2014. 18:00 | 2× 3×        | Izvještaj | 4× 3×    | Brøndby Hall, Brøndby Gledatelji: 2 655 Suci: Horaček, Novotny |

| 15. siječnja 2014. 20:15 | Bjelorusija | 22:30     | Švedska    | Brøndby Hall, Brøndby Gledatelji: 3 100 Suci: Načevski, Nikolov |
| 15. siječnja 2014. 20:15 | Rutenka 13  | (10:13)   | Petersen 8 | Brøndby Hall, Brøndby Gledatelji: 3 100 Suci: Načevski, Nikolov |
| 15. siječnja 2014. 20:15 | 4× 3×       | Izvještaj | 4× 3×      | Brøndby Hall, Brøndby Gledatelji: 3 100 Suci: Načevski, Nikolov |

| 17. siječnja 2014. 18:00 | Hrvatska          | 25:24     | Švedska    | Brøndby Hall, Brøndby Gledatelji: 4 785 Suci: Raluy, Sabroso |
| 17. siječnja 2014. 18:00 | Duvnjak, Buntić 6 | (10:9)    | Karlsson 5 | Brøndby Hall, Brøndby Gledatelji: 4 785 Suci: Raluy, Sabroso |
| 17. siječnja 2014. 18:00 | 4×                | Izvještaj | 4× 3× 1×   | Brøndby Hall, Brøndby Gledatelji: 4 785 Suci: Raluy, Sabroso |

| 17. siječnja 2014. 20:15 | Bjelorusija | 29:23     | Crna Gora | Brøndby Hall, Brøndby Gledatelji: 3 400 Suci: Gjeding, Hansen |
| 17. siječnja 2014. 20:15 | Rutenka 8   | (13:13)   | Simović 8 | Brøndby Hall, Brøndby Gledatelji: 3 400 Suci: Gjeding, Hansen |
| 17. siječnja 2014. 20:15 | 6× 2×       | Izvještaj | 4× 3×     | Brøndby Hall, Brøndby Gledatelji: 3 400 Suci: Gjeding, Hansen |

## Natjecanje po skupinama (drugi krug)

### Skupina E
|  | Plasman u poluzavršnicu |
|  | Za 5. mjesto            |
|  | Eliminiran              |

|    | Reprezentacija      | Bod. | Ut. | Pob. | N. | Por. | Pos. | Pri. | RP  |
| -- | ------------------- | ---- | --- | ---- | -- | ---- | ---- | ---- | --- |
| 1. | Danska              | 10   | 5   | 5    | 0  | 0    | 153  | 125  | +28 |
| 2. | Španjolska          | 8    | 5   | 4    | 0  | 1    | 156  | 135  | +21 |
| 3. | Island              | 5    | 5   | 2    | 1  | 2    | 140  | 146  | +3  |
| 4. | Mađarska            | 3    | 5   | 1    | 1  | 2    | 133  | 139  | -6  |
| 5. | Sjeverna Makedonija | 2    | 5   | 1    | 0  | 4    | 117  | 143  | -26 |
| 6. | Austrija            | 2    | 5   | 1    | 0  | 4    | 129  | 140  | -11 |

| 18. siječnja 2014. 16:00 | Sjeverna Makedonija    | 25:31     | Mađarska  | Jyske Bank Boxen, Herning Gledatelji: 8 100 Suci: Gousko, Repkin |
| 18. siječnja 2014. 16:00 | Pecakovski, Manaskov 5 | (9:16)    | Csaszar 7 | Jyske Bank Boxen, Herning Gledatelji: 8 100 Suci: Gousko, Repkin |
| 18. siječnja 2014. 16:00 | 5× 3×                  | Izvještaj | 5× 3×     | Jyske Bank Boxen, Herning Gledatelji: 8 100 Suci: Gousko, Repkin |

| 18. siječnja 2014. 18:15 | Austrija     | 27:33     | Island       | Jyske Bank Boxen, Herning Gledatelji: 10 000 Suci: Stark, Stefan |
| 18. siječnja 2014. 18:15 | Wilczynski 6 | (9:17)    | Sigurðsson 7 | Jyske Bank Boxen, Herning Gledatelji: 10 000 Suci: Stark, Stefan |
| 18. siječnja 2014. 18:15 | 4× 3×        | Izvještaj | 3×           | Jyske Bank Boxen, Herning Gledatelji: 10 000 Suci: Stark, Stefan |

| 18. siječnja 2014. 20:30 | Danska   | 31:28     | Španjolska | Jyske Bank Boxen, Herning Gledatelji: 14 000 Suci: Nikolić, Stojković |
| 18. siječnja 2014. 20:30 | Hansen 6 | (16:14)   | Garcia 5   | Jyske Bank Boxen, Herning Gledatelji: 14 000 Suci: Nikolić, Stojković |
| 18. siječnja 2014. 20:30 | 4×       | Izvještaj | 2× 3×      | Jyske Bank Boxen, Herning Gledatelji: 14 000 Suci: Nikolić, Stojković |

| 20. siječnja 2014. 16:00 | Sjeverna Makedonija | 27:29     | Island                     | Jyske Bank Boxen, Herning Gledatelji: 5 000 Suci: Horaček, Novotny |
| 20. siječnja 2014. 16:00 | Lazarov 7           | (11:14)   | Hallgrimsson, Sigurðsson 6 | Jyske Bank Boxen, Herning Gledatelji: 5 000 Suci: Horaček, Novotny |
| 20. siječnja 2014. 16:00 | 5× 3×               | Izvještaj | 4×                         | Jyske Bank Boxen, Herning Gledatelji: 5 000 Suci: Horaček, Novotny |

| 20. siječnja 2014. 18:15 | Austrija | 27:28     | Španjolska    | Jyske Bank Boxen, Herning Gledatelji: 11 000 Suci: Gousko, Repkin |
| 20. siječnja 2014. 18:15 | Schmid 6 | (12:14)   | Aguinagalde 8 | Jyske Bank Boxen, Herning Gledatelji: 11 000 Suci: Gousko, Repkin |
| 20. siječnja 2014. 18:15 | 4×       | Izvještaj | 3× 2×         | Jyske Bank Boxen, Herning Gledatelji: 11 000 Suci: Gousko, Repkin |

| 20. siječnja 2014. 20:30 | Danska             | 28:24     | Mađarska   | Jyske Bank Boxen, Herning Gledatelji: 14 000 Suci: Krstić, Ljubič |
| 20. siječnja 2014. 20:30 | Mogensen, Hansen 5 | (14:11)   | Iváncsik 6 | Jyske Bank Boxen, Herning Gledatelji: 14 000 Suci: Krstić, Ljubič |
| 20. siječnja 2014. 20:30 | 3×                 | Izvještaj | 2× 4× 1×   | Jyske Bank Boxen, Herning Gledatelji: 14 000 Suci: Krstić, Ljubič |

| 22. siječnja 2014. 16:00 | Sjeverna Makedonija | 22:33     | Španjolska | Jyske Bank Boxen, Herning Gledatelji: 4 500 Suci: Stoļarovs, Līcis |
| 22. siječnja 2014. 16:00 | Mirkulovski 7       | (12:15)   | Cañellas 6 | Jyske Bank Boxen, Herning Gledatelji: 4 500 Suci: Stoļarovs, Līcis |
| 22. siječnja 2014. 16:00 | 5× 3×               | Izvještaj | 0× 2×      | Jyske Bank Boxen, Herning Gledatelji: 4 500 Suci: Stoļarovs, Līcis |

| 22. siječnja 2014. 18:15 | Austrija           | 25:24     | Mađarska   | Jyske Bank Boxen, Herning Gledatelji: 11 000 Suci: Gubica, Milošević |
| 22. siječnja 2014. 18:15 | Szilagyi, Santos 6 | (9:13)    | Iváncsik 5 | Jyske Bank Boxen, Herning Gledatelji: 11 000 Suci: Gubica, Milošević |
| 22. siječnja 2014. 18:15 | 6× 3×              | Izvještaj | 4× 3×      | Jyske Bank Boxen, Herning Gledatelji: 11 000 Suci: Gubica, Milošević |

| 22. siječnja 2014. 20:30 | Danska   | 32:23     | Island        | Jyske Bank Boxen, Herning Gledatelji: 14 000 Suci: Dentz, Reibel |
| 22. siječnja 2014. 20:30 | Larsen 8 | (17:13)   | Sigurðsson 10 | Jyske Bank Boxen, Herning Gledatelji: 14 000 Suci: Dentz, Reibel |
| 22. siječnja 2014. 20:30 | 1× 4×    | Izvještaj | 2× 4×         | Jyske Bank Boxen, Herning Gledatelji: 14 000 Suci: Dentz, Reibel |

### Skupina F
|  | Plasman u poluzavršnicu |
|  | Za 5. mjesto            |
|  | Eliminiran              |

|    | Reprezentacija | Bod. | Ut. | Pob. | N. | Por. | Pos. | Pri. | RP  |
| -- | -------------- | ---- | --- | ---- | -- | ---- | ---- | ---- | --- |
| 1. | Francuska      | 8    | 5   | 4    | 0  | 1    | 157  | 140  | +17 |
| 2. | Hrvatska       | 8    | 5   | 4    | 0  | 1    | 147  | 126  | +21 |
| 3. | Poljska        | 6    | 5   | 3    | 0  | 2    | 145  | 136  | +12 |
| 4. | Švedska        | 6    | 5   | 3    | 0  | 2    | 138  | 137  | +1  |
| 5. | Rusija         | 2    | 5   | 1    | 0  | 4    | 141  | 154  | -13 |
| 6. | Bjelorusija    | 0    | 5   | 0    | 0  | 5    | 137  | 172  | -35 |

| 19. siječnja 2014. 15:45 | Poljska      | 31:30     | Bjelorusija | NRGi Arena, Aarhus Gledatelji: 2 680 Suci: Krstić, Ljubič |
| 19. siječnja 2014. 15:45 | Jurkiewicz 8 | (14:13)   | Rutenka 9   | NRGi Arena, Aarhus Gledatelji: 2 680 Suci: Krstić, Ljubič |
| 19. siječnja 2014. 15:45 | 5× 4×        | Izvještaj | 7× 3×       | NRGi Arena, Aarhus Gledatelji: 2 680 Suci: Krstić, Ljubič |

| 19. siječnja 2014. 18:00 | Rusija      | 27:29     | Švedska     | NRGi Arena, Aarhus Gledatelji: 3 070 Suci: Stoļarovs, Līcis |
| 19. siječnja 2014. 18:00 | Igropulo 11 | (13:20)   | Jakobsson 7 | NRGi Arena, Aarhus Gledatelji: 3 070 Suci: Stoļarovs, Līcis |
| 19. siječnja 2014. 18:00 | 2× 3×       | Izvještaj | 6× 4× 1×    | NRGi Arena, Aarhus Gledatelji: 3 070 Suci: Stoļarovs, Līcis |

| 19. siječnja 2014. 20:15 | Francuska           | 27:25     | Hrvatska  | NRGi Arena, Aarhus Gledatelji: 3 400 Suci: Gjeding, Hansen |
| 19. siječnja 2014. 20:15 | Guigou, Karabatić 7 | (18:17)   | Kopljar 7 | NRGi Arena, Aarhus Gledatelji: 3 400 Suci: Gjeding, Hansen |
| 19. siječnja 2014. 20:15 | 2×                  | Izvještaj | 5× 4×     | NRGi Arena, Aarhus Gledatelji: 3 400 Suci: Gjeding, Hansen |

| 21. siječnja 2014. 15:45 | Rusija     | 25:33     | Hrvatska | NRGi Arena, Aarhus Gledatelji: 2 000 Suci: Stark, Stefan |
| 21. siječnja 2014. 15:45 | Poliakov 5 | (11:16)   | Horvat 7 | NRGi Arena, Aarhus Gledatelji: 2 000 Suci: Stark, Stefan |
| 21. siječnja 2014. 15:45 | 2× 3×      | Izvještaj | 1× 2×    | NRGi Arena, Aarhus Gledatelji: 2 000 Suci: Stark, Stefan |

| 21. siječnja 2014. 18:00 | Francuska  | 39:30     | Bjelorusija          | NRGi Arena, Aarhus Gledatelji: 2 100 Suci: Nikolić, Stojković |
| 21. siječnja 2014. 18:00 | Honrubia 9 | (20:16)   | Brouka, Nikulenkau 6 | NRGi Arena, Aarhus Gledatelji: 2 100 Suci: Nikolić, Stojković |
| 21. siječnja 2014. 18:00 | 1× 3×      | Izvještaj | 3×                   | NRGi Arena, Aarhus Gledatelji: 2 100 Suci: Nikolić, Stojković |

| 21. siječnja 2014. 20:15 | Poljska    | 35:25     | Švedska           | NRGi Arena, Aarhus Gledatelji: 3 000 Suci: Raluy, Sabroso |
| 21. siječnja 2014. 20:15 | Lijewski 6 | (15:12)   | Ekdahl Du Rietz 6 | NRGi Arena, Aarhus Gledatelji: 3 000 Suci: Raluy, Sabroso |
| 21. siječnja 2014. 20:15 | 3× 2×      | Izvještaj | 1× 3×             | NRGi Arena, Aarhus Gledatelji: 3 000 Suci: Raluy, Sabroso |

| 22. siječnja 2014. 15:45 | Rusija     | 39:33     | Bjelorusija | NRGi Arena, Aarhus Gledatelji: 700 Suci: Načevski, Nikolov |
| 22. siječnja 2014. 15:45 | Kovalev 12 | (23:17)   | Brouka 9    | NRGi Arena, Aarhus Gledatelji: 700 Suci: Načevski, Nikolov |
| 22. siječnja 2014. 15:45 | 6× 4×      | Izvještaj | 4× 3×       | NRGi Arena, Aarhus Gledatelji: 700 Suci: Načevski, Nikolov |

| 22. siječnja 2014. 18:00 | Francuska | 28:30     | Švedska               | NRGi Arena, Aarhus Gledatelji: 3 000 Suci: Geipel, Helbig |
| 22. siječnja 2014. 18:00 | Joli 4    | (16:14)   | Karlsson, Jakobsson 6 | NRGi Arena, Aarhus Gledatelji: 3 000 Suci: Geipel, Helbig |
| 22. siječnja 2014. 18:00 | 1× 3×     | Izvještaj | 5× 3×                 | NRGi Arena, Aarhus Gledatelji: 3 000 Suci: Geipel, Helbig |

| 22. siječnja 2014. 20:15 | Poljska   | 28:31     | Hrvatska                  | NRGi Arena, Aarhus Gledatelji: 3 700 Suci: Horaček, Novotny |
| 22. siječnja 2014. 20:15 | Jurecki 6 | (15:14)   | Horvat, Duvnjak, Štrlek 6 | NRGi Arena, Aarhus Gledatelji: 3 700 Suci: Horaček, Novotny |
| 22. siječnja 2014. 20:15 | 2× 4×     | Izvještaj | 6× 3×                     | NRGi Arena, Aarhus Gledatelji: 3 700 Suci: Horaček, Novotny |

## Završnica
|  | Polufinale                               | Polufinale                               |    |                                          | Finale                                   | Finale |
|  |                                          |                                          |    |                                          |                                          |        |
|  | 24. siječnja – Jyske Bank Boxen, Herning |                                          |    |                                          |                                          |        |
|  | Francuska                                | 30                                       |    |                                          |                                          |        |
|  | Španjolska                               | 27                                       |    |                                          |                                          |        |
|  |                                          |                                          |    |                                          |                                          |        |
|  |                                          |                                          |    |                                          | 26. siječnja – Jyske Bank Boxen, Herning |        |
|  |                                          |                                          |    |                                          | Danska                                   | 32     |
|  |                                          | Francuska                                | 41 |                                          |                                          |        |
|  |                                          |                                          |    |                                          |                                          |        |
|  |                                          |                                          |    |                                          |                                          |        |
|  |                                          |                                          |    |                                          | Treće mjesto                             |        |
|  | 24. siječnja – Jyske Bank Boxen, Herning | 24. siječnja – Jyske Bank Boxen, Herning |    | 26. siječnja – Jyske Bank Boxen, Herning | 26. siječnja – Jyske Bank Boxen, Herning |        |
|  | Danska                                   | 29                                       |    | Hrvatska                                 | 29                                       |        |
|  | Hrvatska                                 | 27                                       |    |                                          | Španjolska                               | 30     |

### Poluzavršnica
| 24. siječnja 2014. 18:30 | Francuska | 30:27     | Španjolska  | Jyske Bank Boxen, Herning Gledatelji: 14 000 Suci: Krstić, Ljubič |
| 24. siječnja 2014. 18:30 | Abalo 8   | (12:14)   | Cañellas 10 | Jyske Bank Boxen, Herning Gledatelji: 14 000 Suci: Krstić, Ljubič |
| 24. siječnja 2014. 18:30 | 7× 4× 1×  | Izvještaj | 4×          | Jyske Bank Boxen, Herning Gledatelji: 14 000 Suci: Krstić, Ljubič |

| 24. siječnja 2014. 21:00 | Danska   | 29:27     | Hrvatska          | Jyske Bank Boxen, Herning Gledatelji: 14 000 Suci: Geipel, Helbig |
| 24. siječnja 2014. 21:00 | Eggert 8 | (13:15)   | Kopljar, Horvat 6 | Jyske Bank Boxen, Herning Gledatelji: 14 000 Suci: Geipel, Helbig |
| 24. siječnja 2014. 21:00 | 6× 4×    | Izvještaj | 6× 4×             | Jyske Bank Boxen, Herning Gledatelji: 14 000 Suci: Geipel, Helbig |

### Utakmica za 5. mjesto
| 24. siječnja 2014. 16:00 | Island       | 28:27     | Poljska       | Jyske Bank Boxen, Herning Gledatelji: 9 000 Suci: Načevski, Nikolov |
| 24. siječnja 2014. 16:00 | Gudjonsson 8 | (13:16)   | Kuchczynski 5 | Jyske Bank Boxen, Herning Gledatelji: 9 000 Suci: Načevski, Nikolov |
| 24. siječnja 2014. 16:00 | 3×           | Izvještaj | 3×            | Jyske Bank Boxen, Herning Gledatelji: 9 000 Suci: Načevski, Nikolov |

### Utakmica za 3. mjesto
| 26. siječnja 2014. 15:00 | Hrvatska  | 29:30     | Španjolska | Jyske Bank Boxen, Herning Gledatelji: 14 000 Suci: Stark, Stefan |
| 26. siječnja 2014. 15:00 | Duvnjak 8 | (13:16)   | Cañellas 8 | Jyske Bank Boxen, Herning Gledatelji: 14 000 Suci: Stark, Stefan |
| 26. siječnja 2014. 15:00 | 3×        | Izvještaj | 3×         | Jyske Bank Boxen, Herning Gledatelji: 14 000 Suci: Stark, Stefan |

### Utakmica za 1. mjesto
| 26. siječnja 2014. 17:30 | Danska   | 32:41     | Francuska | Jyske Bank Boxen, Herning Gledatelji: 14 000 Suci: Raluy, Sabroso |
| 26. siječnja 2014. 17:30 | Hansen 9 | (16:23)   | Guigou 10 | Jyske Bank Boxen, Herning Gledatelji: 14 000 Suci: Raluy, Sabroso |
| 26. siječnja 2014. 17:30 | 3×       | Izvještaj | 3×        | Jyske Bank Boxen, Herning Gledatelji: 14 000 Suci: Raluy, Sabroso |

## Konačni plasman i statistika

### Konačni plasman
| Pozicija | Momčad              | Svjetsko prvenstvo kvalifikacije |
| -------- | ------------------- | -------------------------------- |
|          | Francuska           | SP                               |
|          | Danska              | SP                               |
|          | Španjolska          | SP                               |
| 4        | Hrvatska            | SP                               |
| 5        | Island              |                                  |
| 6        | Poljska             |                                  |
| 7        | Švedska             |                                  |
| 8        | Mađarska            |                                  |
| 9        | Austrija            |                                  |
| 10       | Rusija              |                                  |
| 11       | Sjeverna Makedonija |                                  |
| 12       | Bjelorusija         |                                  |
| 13       | Srbija              |                                  |
| 14       | Norveška            |                                  |
| 15       | Češka               |                                  |
| 16       | Crna Gora           |                                  |

| SP | Izravno sudjelovanje na Svjetskom prvenstvu u rukometu - Katar 2015.                                                                                |
| SP | Španjolska rukometna reprezentacija kao pobjednik SP u rukometu 2013. već je osigurala sudjelovanje na Svjetskom rukometnom prvenstvu - Katar 2015. |

### Najbolja momčad prvenstva
Najbolja momčad prvenstva izabrana je posljednjeg dana natjecanja.
| Pozicija        | Igrač                   |
| --------------- | ----------------------- |
| Vratar          | Niklas Landin           |
| Desno krilo     | Luc Abalo               |
| Desni vanjski   | Krzysztof Lijewski      |
| Srednji vanjski | Domagoj Duvnjak         |
| Lijevi vanjski  | Mikkel Hansen           |
| Lijevo krilo    | Guðjón Valur Sigurðsson |
| Pivot           | Julen Aguinagalde       |

### Ostale nagrade
| Nagrada            | Igrač            |
| ------------------ | ---------------- |
| Najkorisniji igrač | Nikola Karabatić |
| Najbolji branič    | Tobias Karlsson  |
| Najbolji strijelac | Joan Cañellas    |

### Najbolji strijelac
| Poredak | Ime                     | Golova | Udaraca | Efikasnost | Odigrano utakmica |
| ------- | ----------------------- | ------ | ------- | ---------- | ----------------- |
| 1       | Joan Cañellas           | 50     | 64      | 78 %       | 8                 |
| 2       | Guðjón Valur Sigurðsson | 44     | 60      | 73 %       | 7                 |
| 3       | Mikkel Hansen           | 39     | 60      | 65 %       | 8                 |
| 4       | Kiril Lazarov           | 38     | 74      | 51 %       | 6                 |
| 5       | Domagoj Duvnjak         | 36     | 64      | 56 %       | 8                 |
| 5       | Michaël Guigou          | 36     | 48      | 75 %       | 8                 |
| 7       | Sergej Rutenka          | 34     | 62      | 55 %       | 6                 |
| 8       | Zlatko Horvat           | 33     | 45      | 73 %       | 8                 |
| 9       | Nikola Karabatić        | 32     | 51      | 63 %       | 8                 |
| 10      | Luc Abalo               | 31     | 43      | 72 %       | 8                 |
| 10      | Krzysztof Lijewski      | 31     | 54      | 57 %       | 7                 |
| 10      | Víctor Tomás            | 31     | 45      | 69 %       | 8                 |

Izvor: EHF.com  Arhivirana inačica izvorne stranice od 3. ožujka 2016. (Wayback Machine)

## Vanjske poveznice
- EHF.com